# Penžina
Penžina (rusky Пенжина) je řeka v Kamčatském kraji v Rusku. Je dlouhá 713 km. Plocha povodí měří 73 500 km².

## Průběh toku
Pramení na Kolymské vrchovině. Na horním toku teče v hluboké dolině a na dolním pokračuje v mezihorské kotlině. Vlévá se zleva do Penžinské zátoky Ochotského moře.

### Přítoky
- zprava – Šajbovejem, Kondyreva, Oklan
- zleva – Ajanka, Čjornaja, Belaja

## Vodní režim
Zdrojem vody jsou sněhové a dešťové srážky. Průměrný průtok vody činí přibližně 680 m³/s. Zamrzá v listopadu a rozmrzá v květnu až na začátku června.

## Využití
Využívá se k plavení dřeva a k vodní dopravě.